# Nur Ruhe!
Nur Ruhe! ist eine Posse mit Gesang in Drey Acten von Johann Nestroy. Das Stück wurde 1843 verfasst und hatte am 17. November dieses Jahres seine Uraufführung als Benefizvorstellung für den Dichter. Es gab allerdings trotzdem schon bei der Premiere Publikumsproteste und das Werk wurde deshalb nach der vierten Aufführung aus dem Spielplan gestrichen.

## Inhalt
Obwohl er sein Leben lang nur geruhsam gelebt hat, will Herr Schafgeist mit 55 Jahren seine Ledermanufaktur an seinen Neffen Splittinger übergeben, um „nur mehr Ruhe“ zu genießen. Doch gerade an diesem Tag überstürzen sich die Ereignisse: 
Wegen eines Kutschenunfalles quartieren sich der wehleidige Herr von Hornissl, der immer anderen die Schuld an seinen Fehlern gibt, seine beschränkte Gattin Barbara („… ich bin in Todesängsten wegen dem lilafarbenen Kleid.“), die unselbständige Tochter Peppi („Ich hab gar keinen Willen, wenn sie wünschen …“) und der eitel-rücksichtslose Neffe Laffberger („… ein unbegreiflicher Weltmann, der Hansi“) bei ihm ein. Schafgeists Neffe Splittinger ist ein leichtsinniger Tunichtgut, der nur an sein Vergnügen denkt, der intrigante Geselle Rochus will seine kokette Ziehtochter Leocadia unbedingt an Schafgeist verkuppeln, die ältliche Madame Groning will den jungen Splittinger zum Mann haben, nur der tüchtige Franz, in Peppi verliebt, kümmert sich um das Geschäft. Splittinger und Laffberger stellen Leocadia nach. Hornissl hat einst Madame Groning um eine Erbschaft betrogen und will belastende Schriftstücke im Teich versenken.
„Sicher is sichere; weiß ohnehin nicht, zu was ich das Zeugs immer aufbewahrt hab’. […] Wenn aber etwa – ah, nein – austrocknen kann so ein Teich nicht – und wenn auch –  das Dings is hübsch schwer, versinkt in kurzer Zeit ganz im Schlamm.“ (II. Act, 10. Scene)
Als die Turbulenzen auf dem Höhepunkt sind, wird der unschuldige Schafgeist vom ihm feindlich gesinnten Amtschreiber Klecks mit Hilfe des Quacksalbers Patzmann als Frauen- und Kindesentführer, Helfer bei einem Mordversuch und Amtsehrenbeleidigung verhaftet. Erst das Dazwischentreten des Syndicus Werthner und das Auffinden der Kassette mit Hornissls Papieren klärt alles auf: Peppi ist in Wahrheit Schafgeists totgeglaubte Tochter, die Hornissl seiner Frau für ein totgeborenes Kind untergeschoben hat, Splittinger erbt also nicht und vermählt sich mit Madame Groning, Leocadia reist beleidigt in die Hauptstadt zurück, der unverschämt Belohnung fordernde Rochus blitzt ab und der treue Franz bekommt seine das Ledergeschäft erbende Peppi. Der erleichterte Schafgeist resümiert:
„Jetzt aber hoff ich doch wird mich nix mehr aus der Ruh bringen, bis – bis einen Tag vor der Kindstauf, da werd’ ich a Bissel ’s Umschießen haben, dann aber wieder Ruhe, nur Ruhe!“ (III. Act, 18. Scene)

## Werksgeschichte
Nur Ruhe! ist eine scharfsichtig-zynische Abrechnung mit dem satten und bequemen Bürgertum des Metternichschen Wiens im Vormärz. Da Nestroy alle gesellschaftlichen Schichten gleichermaßen anprangerte und trotz sich ändernder Zeiten als unwandelbare Charaktere zeigte, fühlten sich die meisten Zuschauer getroffen und protestierten lautstark bei der Premiere gegen dieses „unwienerische“ Stück.
Der deutsche Germanist Friedrich Sengle (1909–1994) konkretisiert diesen das Publikum verstörenden Punkt in den beiden Kontrahenten Anton Schafgeist und Rochus Dickfell: Der „bürgerliche“ Schafgeist besitze keinerlei „kapitalistische Dynamik“, sondern sei ein „gutmütiger Phlegmatiker“, der einzig die Verantwortung für seinen Betrieb loswerden wolle – der „proletarische“ Rochus mit seiner „klassenkämpferischen Gebärde, einer captatio benevolentiae für die Galerie“ sei in Wahrheit lediglich ein „Gauner und halber Zuhälter“, bei dem sich Komik und Tendenz schlecht miteinander vertrügen.
Die größte Konkurrenz für die Wiener Lokalposse war aber das in Wien ungemein populär gewordene Vaudeville, das auch von Direktor Carl Carl eifrig gefördert wurde. Das Publikum hatte sich in Vaudeville- und Volksstück-Anhänger gespalten; auch bei der Premiere von Nur Ruhe! prallten die beiden Gruppen im Theater aufeinander. Da das neue Nestroy-Stück die Erwartungen keineswegs erfüllte, lärmten beide Seiten heftig, wenn auch aus jeweils anderen Motiven.
Die Kritik war ziemlich parteiisch, was in der damaligen Zeit keinesfalls zu den Seltenheiten gehörte. Sie kritisierte zwar auch Schwächen des Stückes – allerdings meist nur unwesentliche Dinge wie die keineswegs häufigen „ordinären Ausdrücke“, ja sogar die Klistierspritze am Schluss des ersten Aktes (ein in der Posse damals durchaus gebräuchliches Requisit) –, gab jedoch hauptsächlich ebenfalls dem Zwist Vaudevillisten gegen Wiener-Posse-Verfechter großen Raum. Die einschneidenden Kürzungen für die zweite und die folgenden Aufführungen brachten zwar eine Mäßigung der Publikumsproteste, das konnte jedoch das Werk nicht vor der raschen Absetzung retten.
Johann Nestroy spielte in den Aufführungen den Rochus Dickfell, Wenzel Scholz den Anton Schafgeist, Alois Grois den Herrn von Hornissl, Andreas Scutta den Altgesellen Sanfthuber, Franz Gämmerler den Franz Walkauer, Ignaz Stahl den Syndicus Werthner.
Eine Quelle für Nestroys Stück konnte bisher noch nicht festgestellt werden. Fritz Brukner und Otto Rommel vermuteten 1928 ein französisches Drama, es gebe dafür allerdings keinen Beleg. Ähnlich argumentierte Rommel auch schon 1908, wobei er die Frage Roman oder Drama noch offenließ. Das Stück an sich bezeichnete er als „gehalt- und interesselose Fabel“.
Eine Originalhandschrift Nestroys, die Blätter geteilt in links „Reinschrift“, rechts „Konzept“, ist erhalten geblieben. Die Originalpartitur Adolf Müllers (ohne Couplet-Texte) wird in der Musiksammlung der Wienbibliothek im Rathaus aufbewahrt.

## Zeitgenössische Rezeption
Die zeitgenössischen Theaterkritiker waren sich – wenn auch aus etwas unterschiedlichen Gründen und mit wechselnder Schärfe – in der Ablehnung des Werkes einig, sogar an sich nestroyfreundliche Zeitschriften stimmten mit den anderen darin überein.
Der den Possendichtern kritisch gegenüberstehende Rezensent der Sonntagsblätter, Dr. Wagner, konstatierte am 19. November 1843 (S. 1128 f.):
„Mit einer Art schmerzlicher Resignation zeigen wir die gänzliche Werthlosigkeit, das totale Fiasko dieses neuesten Produktes aus Nestroy’s Feder an, da er doch der einzige kräftiggrüne Zweig auf dem welk und gelb gewordnen Baum unserer Volksmuse ist. […] welche uns die traurige Bemerkung aufdringt, Nestroy habe sich erschöpft.“
In der Nestroy durchaus gewogenen Wiener Theaterzeitung von Adolf Bäuerle war am 20. November (S. 1203) zu lesen, die zweite Vorstellung nach der misslungenen Premiere habe zwar durch „Kürzungen und Weglassungen […] eine sehr freundliche Aufnahme“ gefunden, aber dennoch habe Nestroy die „Erwartungen und Anforderungen“ an einen berühmten Dichter nicht erfüllt. 
Im Wanderer wurde festgestellt, dass die Spaltung des Publikums eine Teilschuld am Debakel der Uraufführung gehabt habe, aber die „Langweiligkeit der Novität“ sei unverkennbar.
Das Österreichische Morgenblatt schrieb über die Darsteller:
„Von den Schauspielern und ihren Leistungen läßt sich bei einem Stücke, bei dem durch zwei Akte gezischt wird, wenig mehr sagen, als dass sie ihrer Aufgabe Genüge zu leisten schienen.“
In anderen Kritiken wurde erwähnt, Nestroy sei einige Male („mit Opposition“) hervorgerufen worden und Herr Scholz habe unbeirrt vom Gezische seine Rolle sehr engagiert gespielt. In der Wiener Zeitschrift wurde eine scharf ablehnende Rezension mit dem Satz beendet:
„Genug: Justo publici judicio justificatis est!“ (Durch die öffentliche Meinung ist das Urteil gerechtfertigt!)

## Neuere Interpretation
Bei Barbara Rita Krebs ist zu lesen, dass Nur Ruhe! zu den fünf am ärgsten durchgefallenen Stücken Nestroys zählt, die vier anderen wären Der Zauberer Sulphurelectrimagneticophosphoratus (1834), Eine Wohnung ist zu vermiethen in der Stadt (1837), Die lieben Anverwandten (1848) und Heimliches Geld, heimliche Liebe (1853).
Krebs stellt fest, dass in der zeitgenössischen Rezeption der Schwerpunkt auf Nestroys sozialer Kritik lag, die sich aber auch als ästhetische Kritik darstellt, wenn beispielsweise Moritz Gottlieb Saphir bemängelt, statt einer „Heerschau von prachtvollen Anzügen, Feerien, Tänzen, Gruppierungen, Gesängen, Liedern u.s.w.“ nur „fratzenhafte Geberdung, widerliche Ausstellung frivoler Gesinnungen“ ertragen zu müssen. Es sei also zusammengenommen der schonungslose Realismus der Darstellung Hauptgrund für die Ablehnung durch ein enttäuschtes und vom Geschehen unangenehm betroffenes Publikum gewesen, das sich auf der Bühne selbst erkennen habe müssen.
Otto Rommel geht davon aus, es habe sich um den offenen Krieg zwischen Vaudevillisten und Possenanhängern gehandelt, was auch die – ebenfalls zweigeteilte – zeitgenössische Kritik beweisen würde, die genau in diese Richtung ziele.